# Louis-Adam Loriot
Pour les articles homonymes, voir Loriot.
Louis-Adam Loriot est un architecte français, né vers 1700, mort en 1767.
Il est le frère aîné du mécanicien et inventeur Antoine-Joseph Loriot (1716-1782).

## Biographie
Il a été l'élève de Pierre Cailleteau dit Lassurance. Il commence sa carrière comme dessinateur dans l'agence de Robert de Cotte en 1716. À la mort de Pierre Cailleteau en 1724, il est remplacé sur le chantier du palais Bourbon par Jacques V Gabriel et Jean Aubert. Il va travailler avec Gabriel pour ses chantiers à Lorient, Rennes, Bordeaux.
Il devient membre de l'Académie royale d'architecture en 1735. Il est nommé inspecteur des Dehors de Versailles. En 1738, il dirige la réalisation par le menuisier Léchaudé du portail de la cathédrale Sainte-Croix d'Orléans.
Au retour du roi Louis XV de Metz, en 1744, après sa maladie, il a dressé un triple arc de triomphe entre les deux écuries du château. Ce dispositif a été réutilisé après la paix d'Aix-la-Chapelle.
À la mort de Denis Jossenay, en 1748, il le remplace comme professeur royal à l'Académie d'architecture.
Compte-rendu de la séance du 29 avril 1748 de l'Académie royale d'architecture :
L'Académie étant assemblée, M. Loriot a présenté son brevet pour être enregistré comme il suit : 
"Aujourd'hui vingt avril mil sept cent quarante huit, le Roy étant à Versailles, bien informé des talens, de la capacité et de l'expérience du sr Louis-Adam Loriot, l'un des architectes de la seconde classe de son Académie d'architecture établie au Louvre, à Paris, Sa Majesté l'a nommé et choisi pour remplir la place de professeur d'architecture de ladite Académie, vacante par le déceds de M. Jossenay, pour par led. sr Loriot jouir de ladite place de professeur, des appointemens qui y sont attachés et des honneurs, droits et prérogatives y attribués, tels et semblables qu'en a joui ou dû jouir led. sr Jossenay, et conformément aux lettres patentes d'établissement, statuts, règlemens, clauses et conditions y portées, sans toutesfois que cela puisse lui préjudicier ni rien déranger du rang qu'il tient dans la seconde classe de ladite Académie, et qu'il reprendra suivant l'ordre de sa réception, en cas qu'il cesse de professer, par quelqu'accident que ce soit d'infirmité ou de vieillesse, ni luy ôter l'expectative de pouvoir être élu pour la première classe par les voyes ordinaires, pour jouir des mêmes émolumens que les autres architectes de la première classe, conjointement avec le droit des professeurs. Mande Sa Majesté au sr Le Normant de Tournehem, directeur général de ses bâtimens, arts et manufactures, de faire jouir led. sr Loriot du contenu au présent brevet que, pour assurance de sa volonté, elle a signé de sa main et fait contresigner par moy conseiller, secrétaire d'État et de ses commandemens et finances. 
Signé : pour Louis, Phélippeaux" 
En 1758, il fait le dessin de la grille de Dampierre. 
En 1762, il démissionne de son poste de professeur de l'Académie royale d'architecture pour des raisons de santé.
Il s'est marié en octobre 1728 avec Jeanne Rivière, fille de Philibert Rivière, officier au grenier à sel de Rouen, et de Françoise Arnault, dont il eut une fille, Catherine-Angélique Loriot,. Jeanne Rivière est la sœur de Marie Rivière, mariée le 20 avril 1720 avec Paul Lucas.